# Kościół św. Jana Gwalberta i św. Tekli w Stanach
Kościół św. Jana Gwalberta i św. Tekli w Stanach – zespół dwóch rzymskokatolickich kościołów parafialnch (starego i nowego) zlokalizowanych obok siebie we wsi Stany w powiecie stalowowolskim (województwo podkarpackie). Przy nowym funkcjonuje parafia św. Jana Gwalberta i św. Tekli.

## Historia

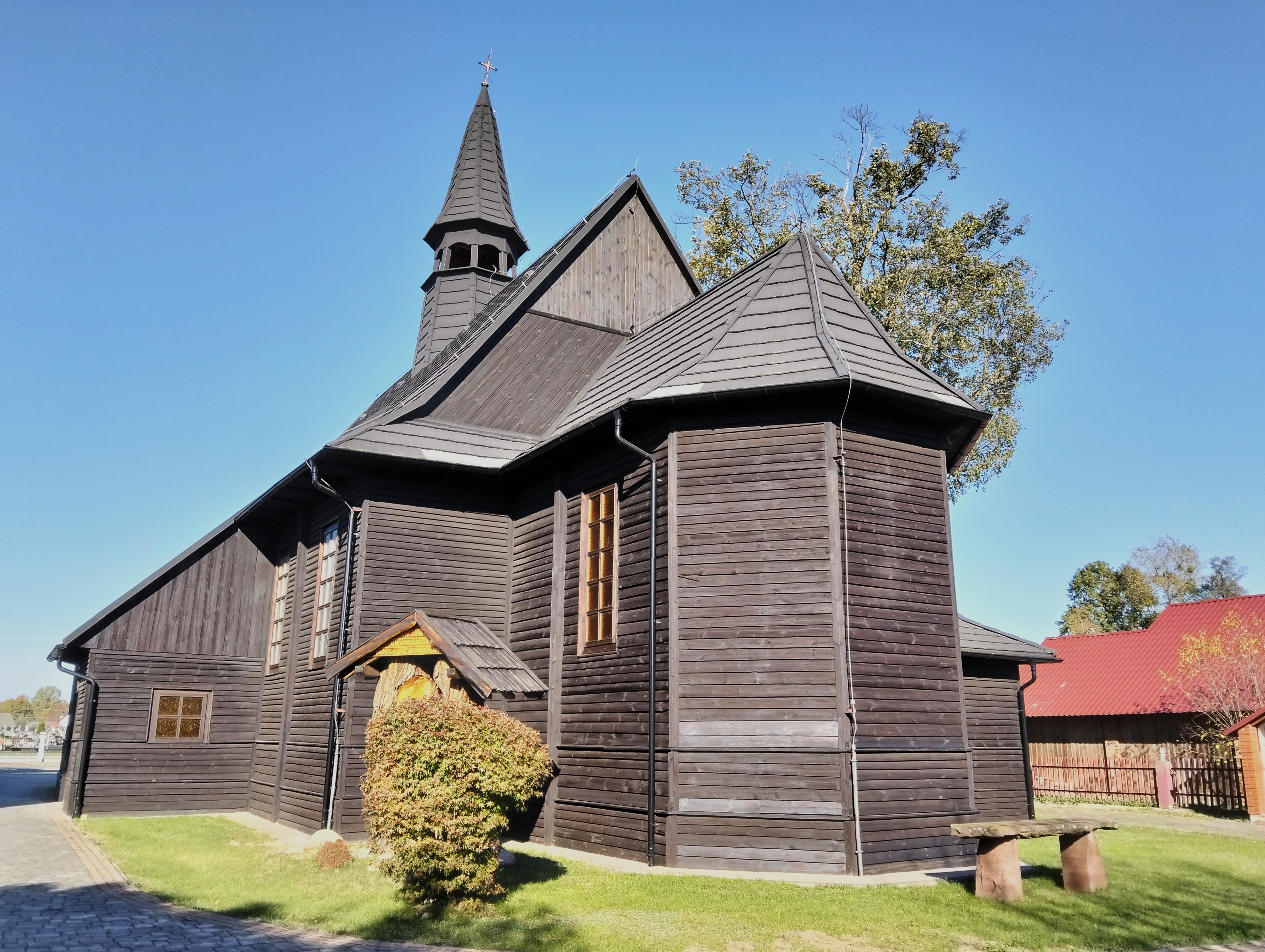
Widok od prezbiterium (stary kościół)

Pierwsza kaplica we wsi powstała ze środków Michała Amora Tarnowskiego w 1697. W 1727 wieś należała do parafii w Grębowie. Od 13 lutego 1794 proboszczem grębowskim był Jan Gwalbert Przemykalski, który w 1801 wzniósł na wzniesieniu o wysokości 180 m n.p.m. pierwszy drewniany kościół we wsi. Był on konsekrowany przez biskupa Ignacego Łobosa w 1884 (po odnowieniu). W kolejnych latach była doposażana, m.in. w obrazy lubelskiego malarza Władysława Barwickiego. Parafia powstała w 1818 (w pełni funkcjonowała od 1823).

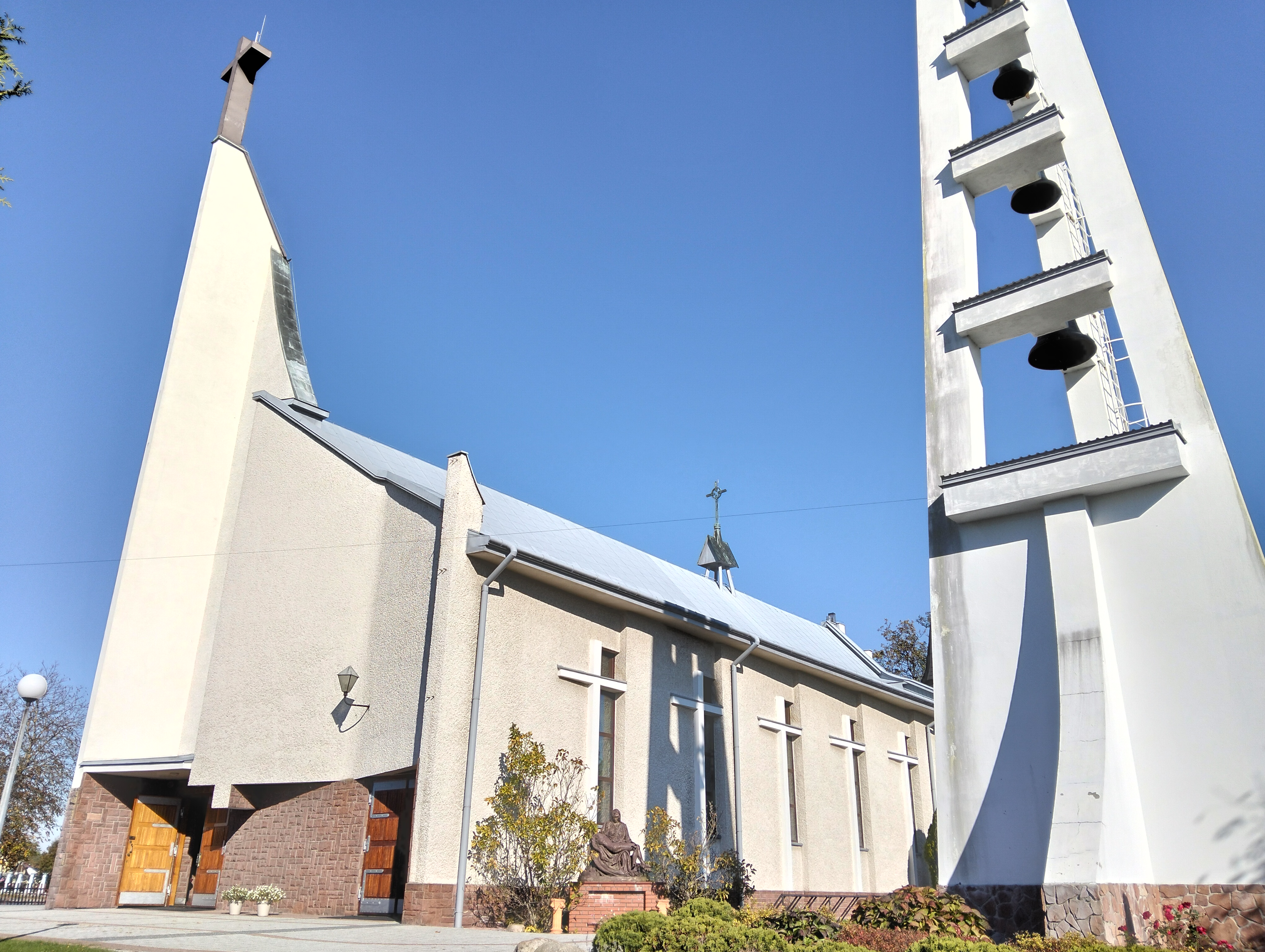
Widok ogólny nowego kościoła

Podczas okupacji niemieckiej świątynię zamknięto (ludność została wysiedlona z uwagi na sąsiedztwo poligonu Luftwaffe w Nowej Dębie). Niemcy przeznaczyli kościół na opał i sprzedali go w 1942 osobie z Dęby. Do zniszczenia budowli ostatecznie nie doszło dzięki postawie księdza Józefa Skoczyńskiego ze Stalowej Woli, który uzyskał pozwolenie od Luftwafe na przeniesienie obiektu tamże. Po zakończeniu II wojny światowej zrezygnowano z przewiezienia świątyni z powrotem (wysokie koszty). Pozostała ona w Stalowej Woli i nosi wezwanie św. Floriana.
W 1948 powstał we wsi nowy, drewniany obiekt. Inicjatorem jego wzniesienia był ksiądz Roman Dobrzański (konsekracja w 1975). Otrzymał on wyposażenie z poprzedniej świątyni. Był on poddawany pracom remontowym w kolejnych dekadach, m.in. w 1956 oszalowano ściany zewnętrzne, a w 1964 ściany pomalowano (autorem malowideł był Marian Stroński z Przemyśla). W 1975 zamontowano dwunastogłosowe organy i tabernakulum z porcelany. Wzniesiono wówczas dzwonnicę z jednym dzwonem.
W początku lat 80. XX wieku proboszcz Jan Kula rozpoczął starania o budowę nowego, murowanego kościoła, który powstał w latach 1981-1982 wg projektu Romana Gorczycy i Władysława Jagiełły. Prace i fundusze popłynęły na ten cel od parafian, a także od diaspory w USA i Kanadzie. Świątynia z 1948 pełni od tego czasu rolę kaplicy przedpogrzebowej. Nowy kościół poświęcił 14 lipca 1985 biskup Bolesław Taborski, a konsekrował biskup Marian Zimałek w 1996.

## Galeria (nowy kościół)

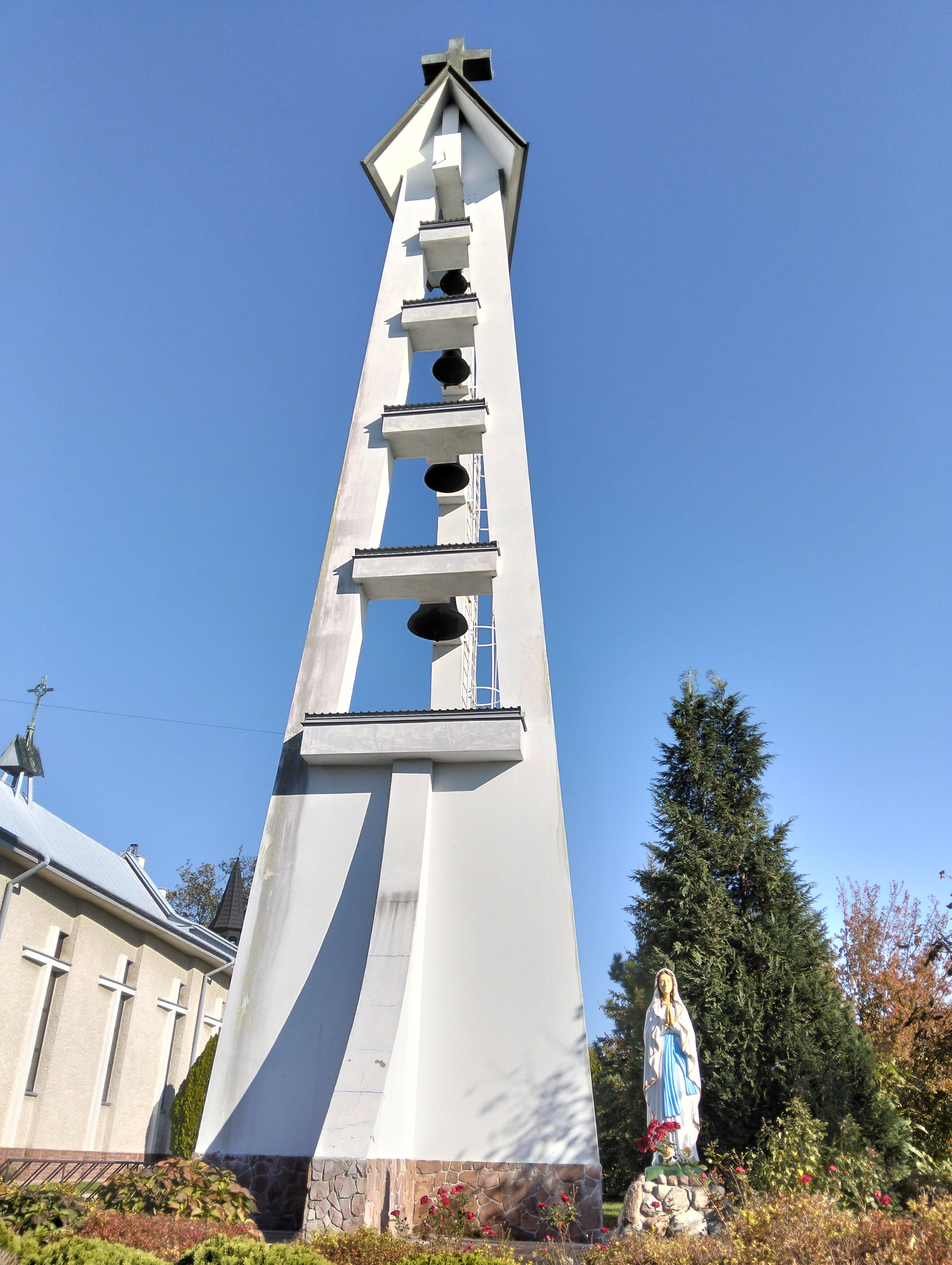
Nowa kampanila
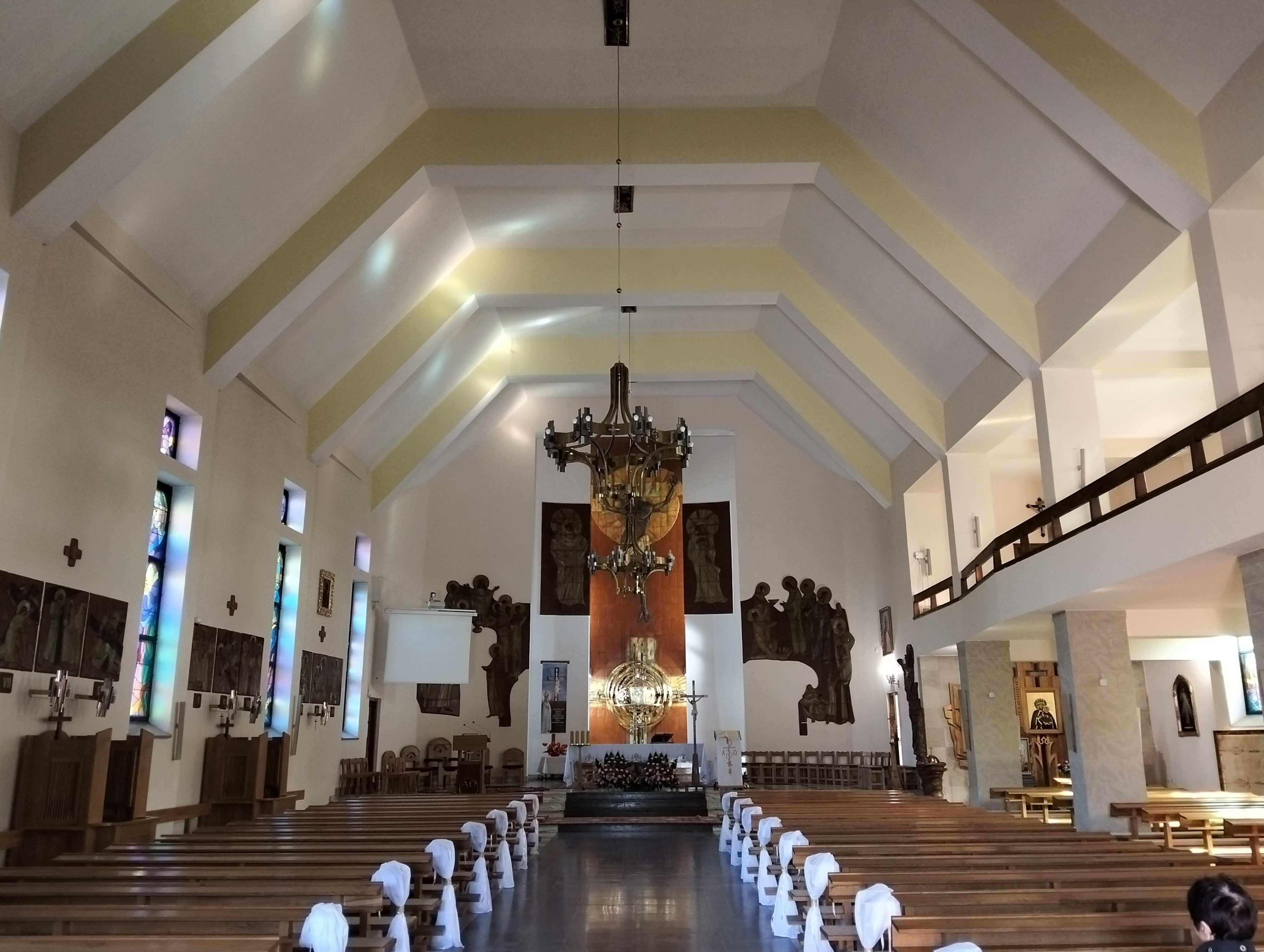
Wnętrze
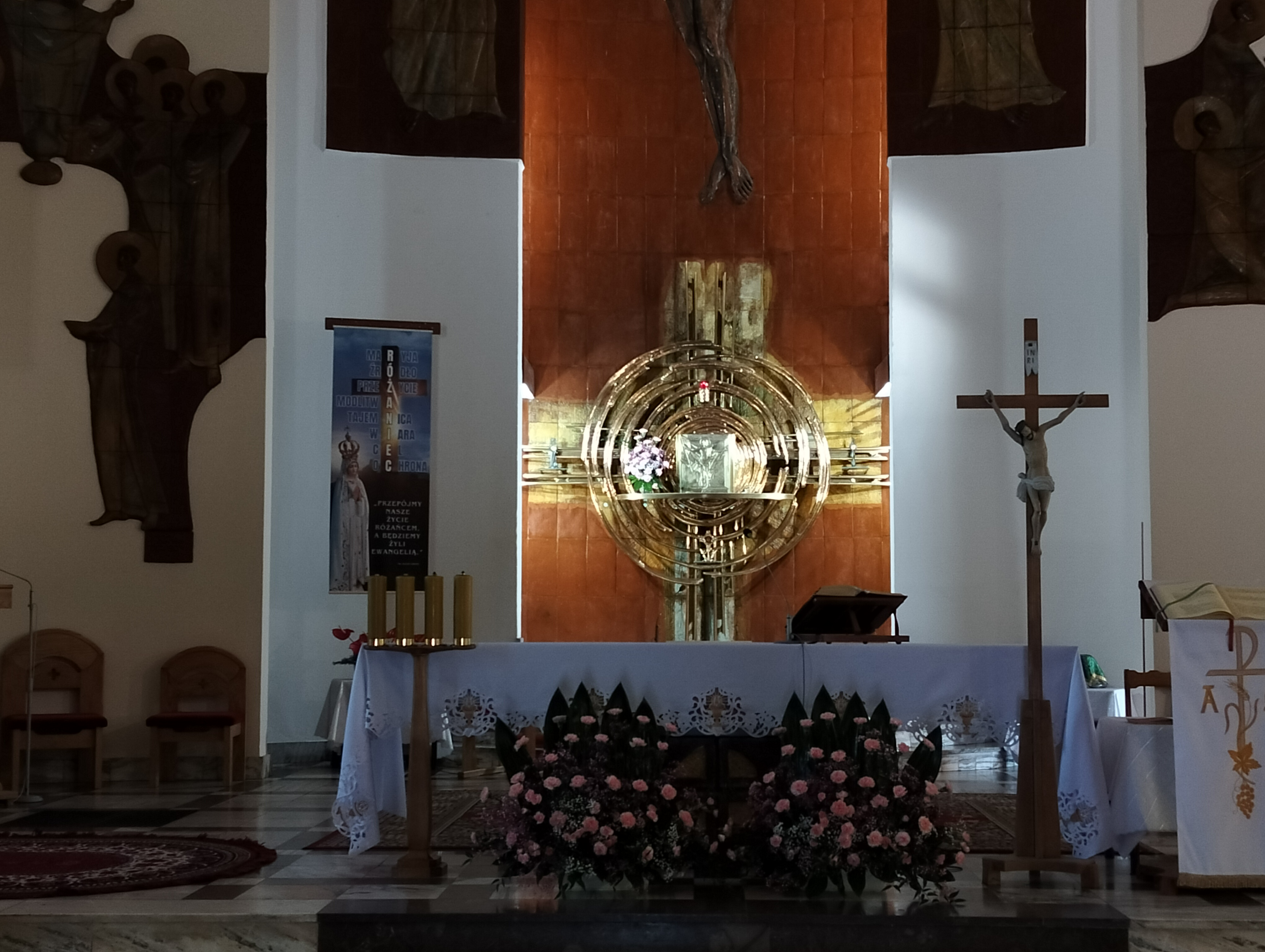
Ołtarz